# Einar Hansander
Lars Einar Hansander, född 21 december 1938 i Uppsala församling, Uppsala län, var en svensk riksspelman och violinist.

## Diskografi
- 1981 – Låtar på Dal. Tillsammans med Marianne Skagerlind.[3]

### Artiklar
- 1990 – Spelmännen i Nössemark.[7]

- 1990 – Erik Jespers dansmusik: en dalslandsspelmans repertoar.[8]

## Utmärkelser
- 1977 – Zornmärket i silver på fiol med kommentaren "För lysande spel av låtar från Dalsland".[9]
- 2000 – Zornmärket i guld på fiol med kommentaren "för mästerligt och traditionsmedvetet spel av låtar från Dalsland".